# Омеляник
Омеляник (Омелянівка) — річка в Луцьку та Луцькому районі Волинської області, ліва притока Стиру.

## Характеристика
Починається річка Омеляник на східній околиці села Антонівка Луцького району Волинської області, прямуючи далі на схід перетинає приміське село Великий Омеляник Луцького району, перетинає в Луцьку вулиці Володимирську, Ковельську, Чернишевського, Зарічну і впадає в центрі міста (в районі вулиці Шевченка) в річку Стир.
Довжина р. Омеляник — 12,6 км (в межах Луцька — 3,5 км). Середня витрата води — 0,18 м3/с. Річище прямолінійне, місцями штучно спрямлене. 
У 1980-і рр. у межах міста на річці було збудовано каскад з 5-ти ставків. Нині, у зв'язку зі втратою рибогосподарського значення, вони не експлуатуються. 
Проблема з якістю води р. Омеляник, як й інших малих луцьких річок — Сапалаївки, Жидувки полягає в забрудненні сміттям та господарсько-побутовими стічними водами. Береги річки використовуються для проведення дозвілля. 
Рішенням виконкому Луцької міськради від 24.05.2013 р. «Про заходи для запобігання погіршенню якості поверхневих вод» для комунального підприємства «Луцькводоканал» було встановлено пункти щоквартального локального моніторингу якості води на р. Омеляник: № 1 — вул. Володимирська; № 2 — вул. Ковельська; № 3 — вул. Зарічна.

## Галерея

Річка Омеляник у Луцьку
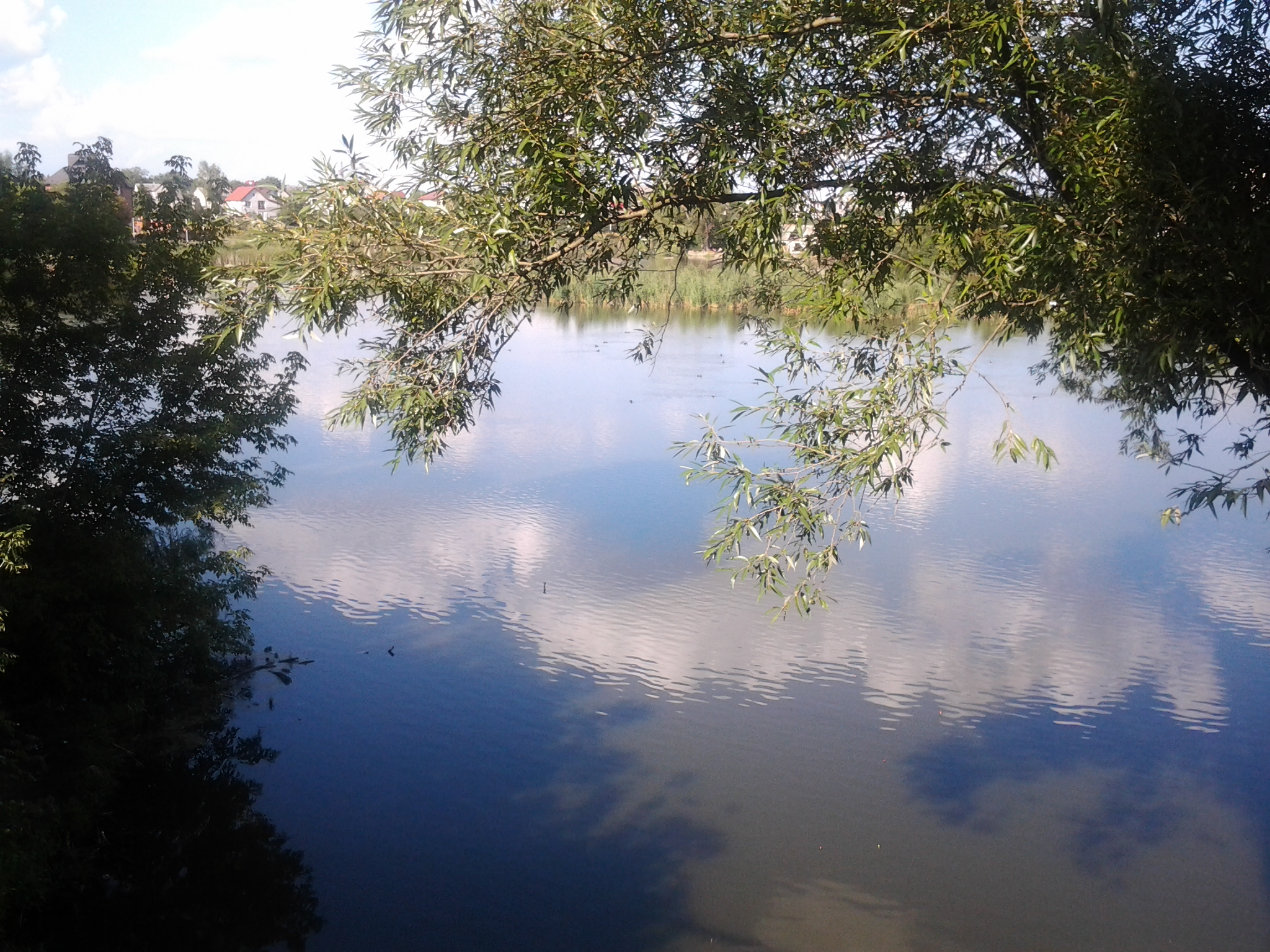
Став на р. Омеляник
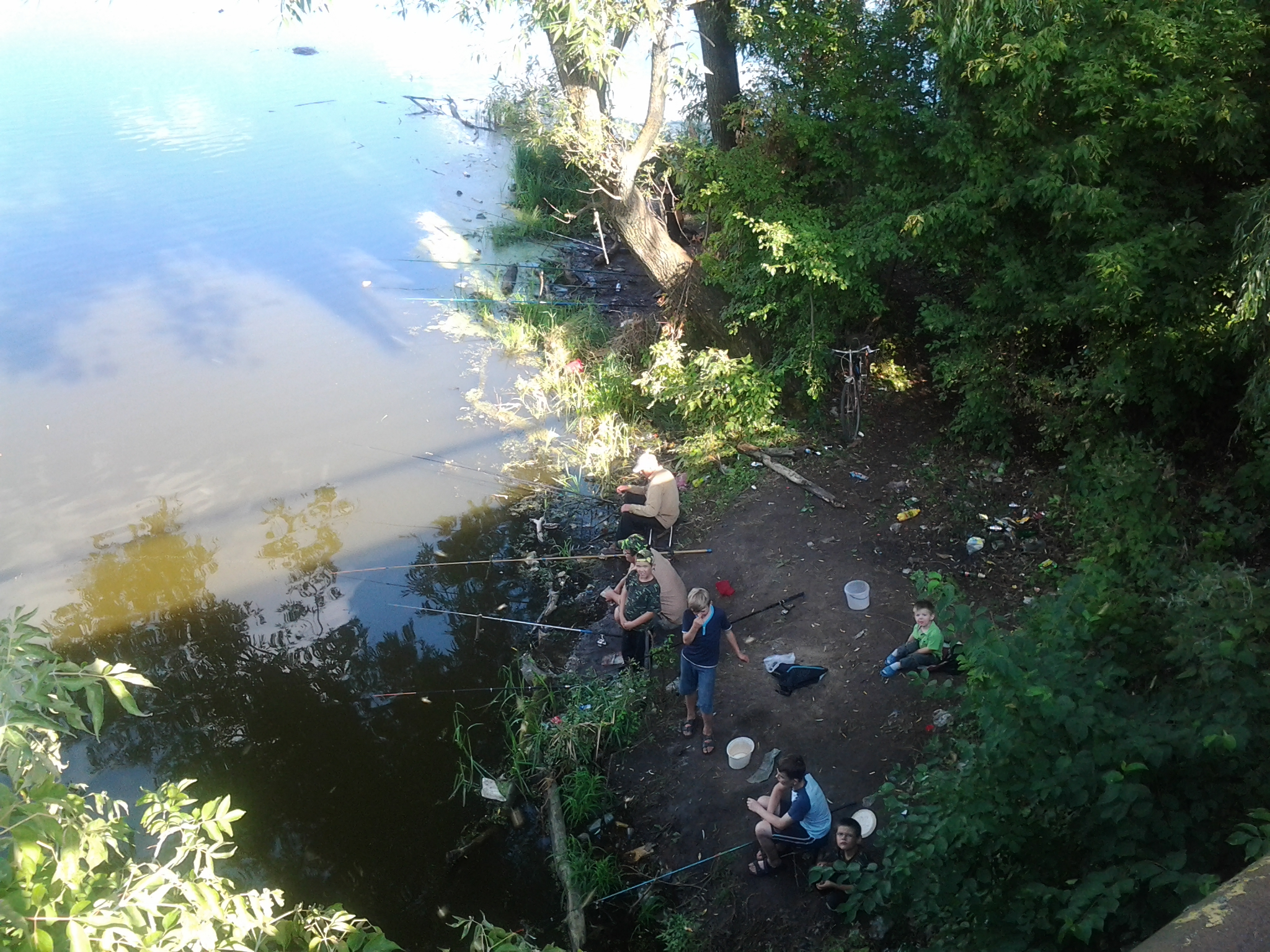
Рибалки на ставу
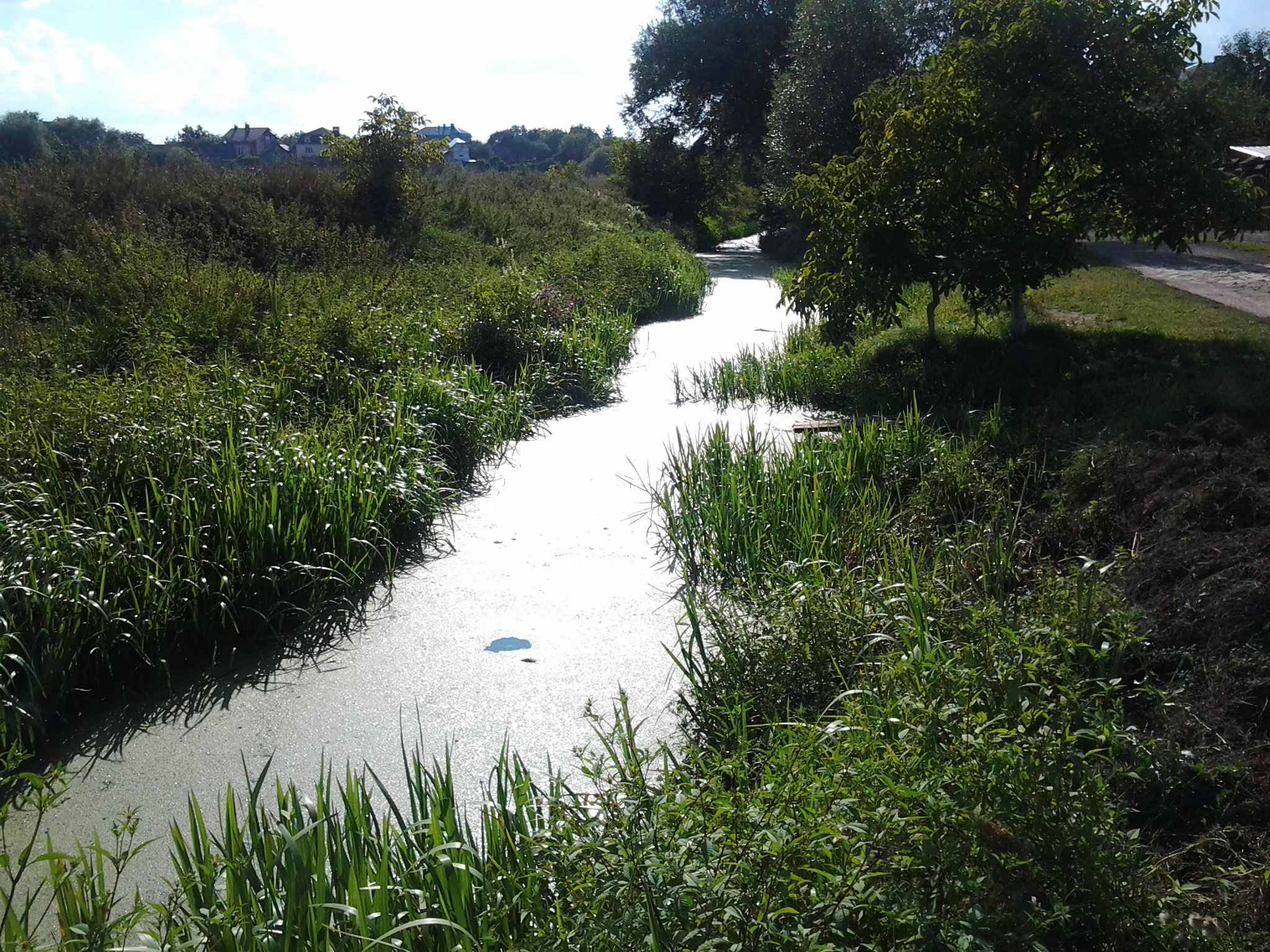
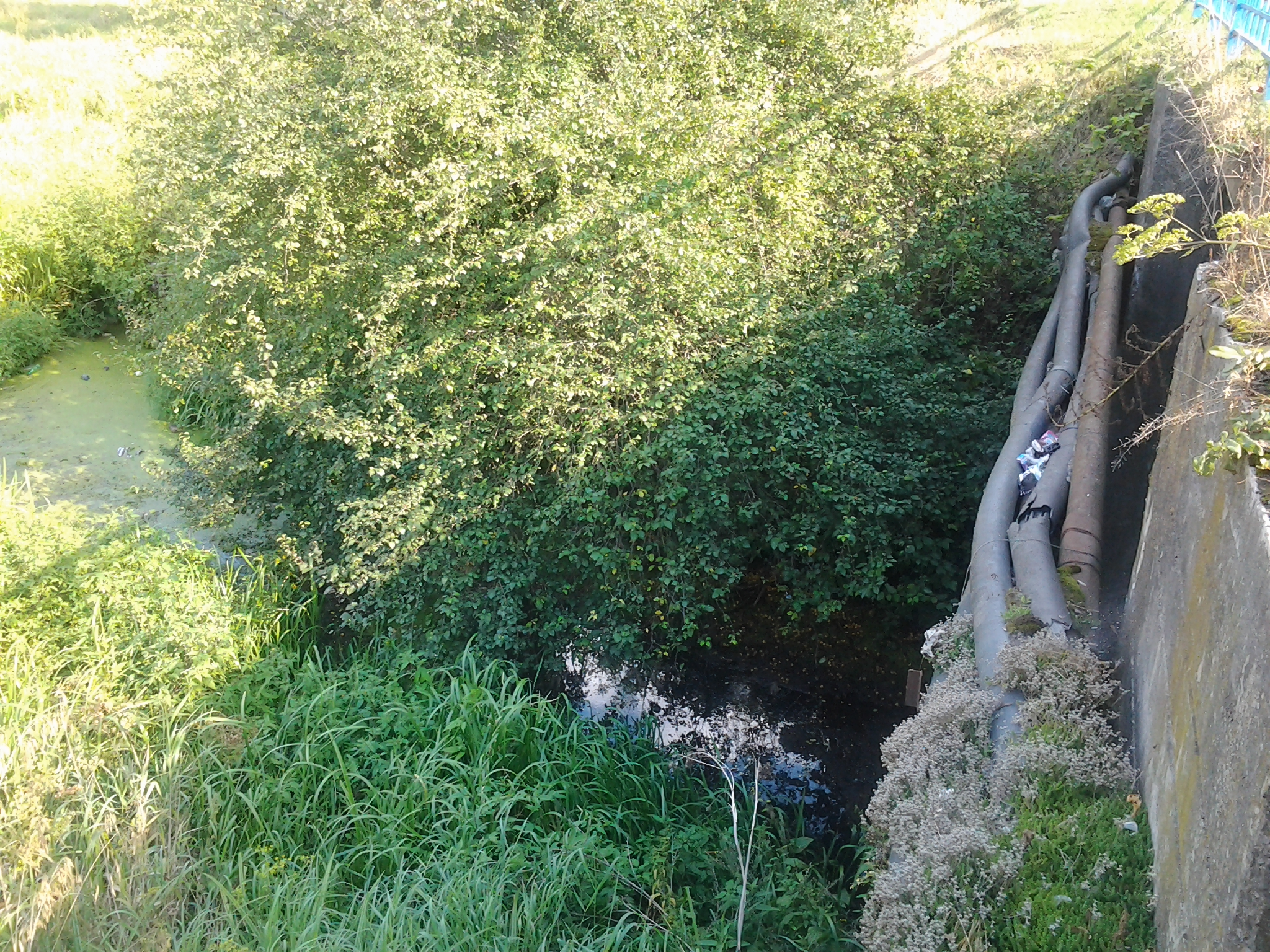
В районі вул. Ковельської
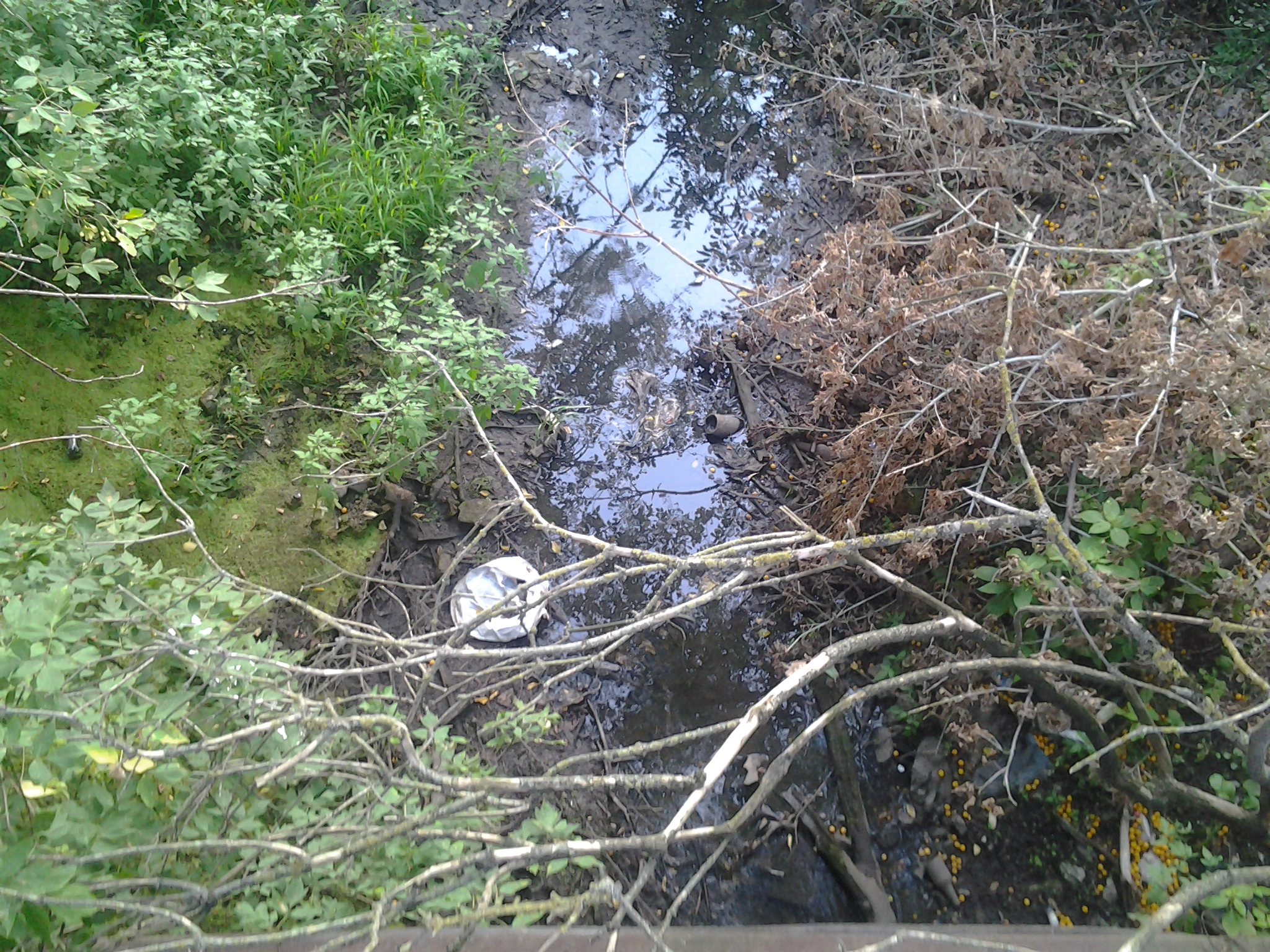
В районі вул Шевченка